# Pouvrai
Pouvrai ist eine französische Gemeinde mit 103 Einwohnern (Stand: 1. Januar 2022) im Département Orne in der Region Normandie. Sie gehört zum Kanton Ceton und zum Arrondissement Mortagne-au-Perche.

## Geographie
Pouvrai liegt am Oberlauf des Flüsschens Mortève.
Nachbargemeinden sind Igé im Norden, Bellou-le-Trichard im Osten, Nogent-le-Bernard im Süden und Saint-Cosme-en-Vairais im Westen.

## Bevölkerungsentwicklung
| Jahr      | 1962 | 1968 | 1975 | 1982 | 1990 | 1999 | 2008 | 2015 |
| --------- | ---- | ---- | ---- | ---- | ---- | ---- | ---- | ---- |
| Einwohner | 192  | 211  | 150  | 130  | 94   | 102  | 110  | 109  |

## Sehenswürdigkeiten

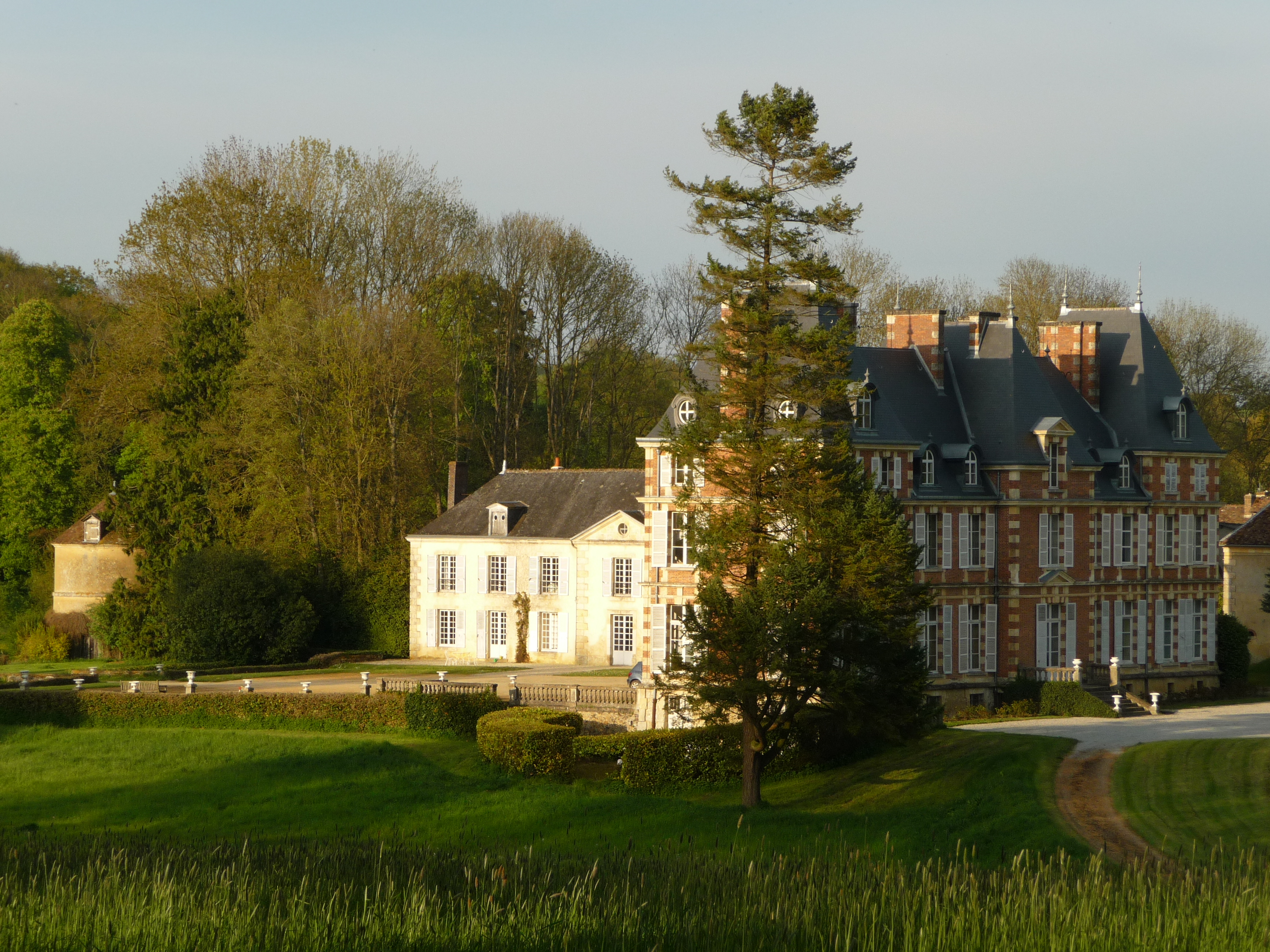
Schloss von Pouvrai
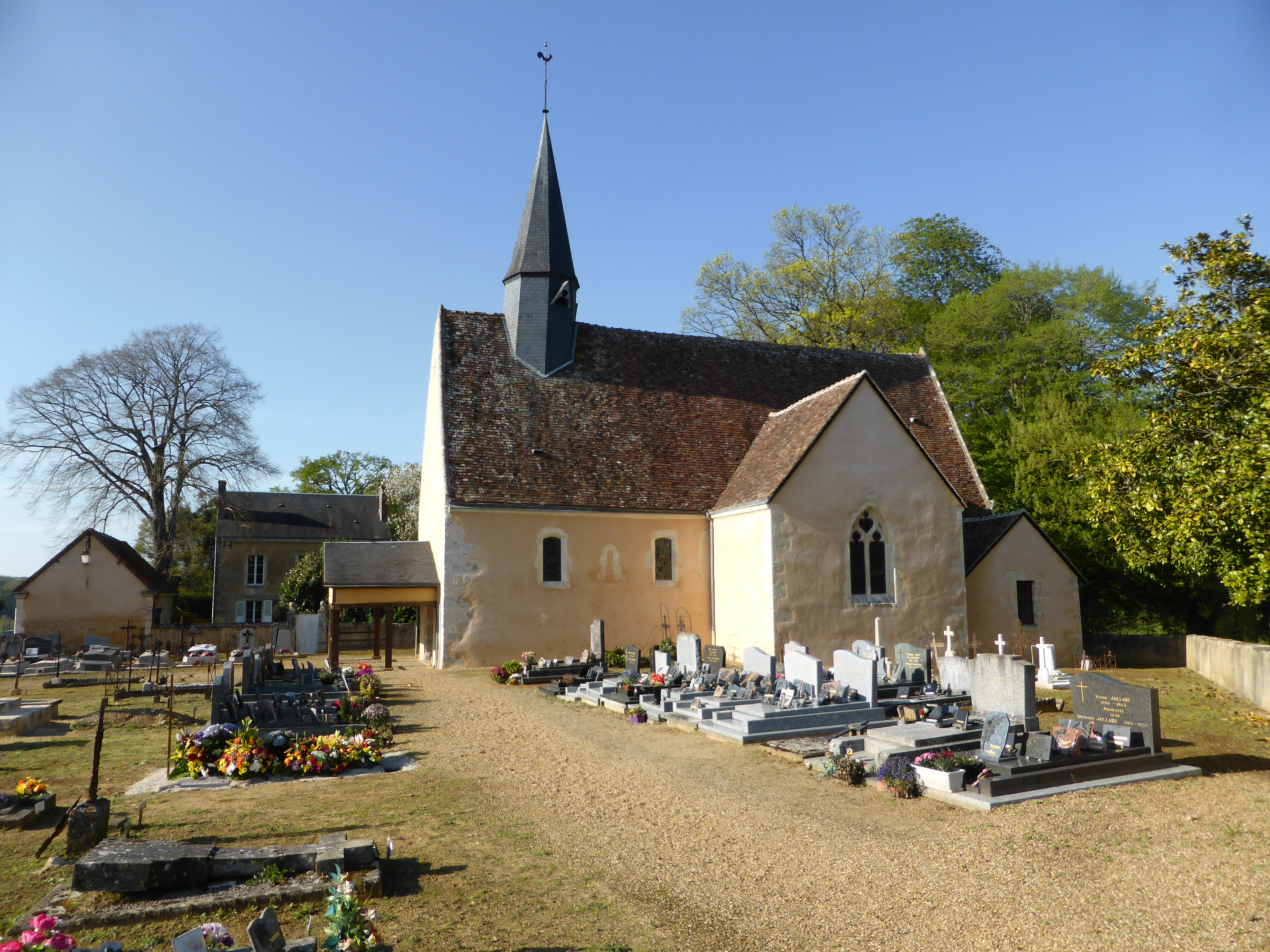
Kirche Notre-Dame

- Schloss von Pouvrai
- Kirche Notre-Dame mit dazugehörendem Friedhof